# 耶稣显圣容 (拉斐尔)
《耶稣显圣容》是意大利文艺复兴大师拉斐尔的最后一幅画作。纳博讷总主教朱利奥·德·美第奇枢机主教,即日后的教宗克勉七世（1523-1534 年在位）,是这幅作品的委托方，准备将其作为法国纳博讷主教座堂 的祭坛画；在 1520 年去世前的数年中,拉斐尔一直在努力完成这幅画。因此这幅画标志了拉斐尔作为艺术家职业生涯的顶峰。该作品现藏于梵蒂冈城的梵蒂冈博物馆。 
从16世纪末到20世纪初，评论家都将其视为世界上最著名的油画。

## 历史
1517年12月，教宗良十世（1513–1521）任命自己的堂弟，也是副相和首席顾问儒略·德·美第奇枢机，为驻博洛尼亚公使，以及阿尔比、阿斯科利、伍斯特、埃格尔等多个教区的主教。从1515年2月起，他还担任纳博讷总主教他为纳博讷主教座堂委托了两幅画作，拉斐尔的《耶稣显圣容》和塞巴斯蒂亚诺·德尔·皮翁博 的《拉匝禄复活》。随着米开朗基罗为后一幅作品提供了设计，美第奇重新点燃了十年前米开朗琪罗和拉斐尔在拉斐尔房间 和西斯廷小堂之间的竞争
1516年12月11日至12日，米开朗基罗在罗马与教宗良十世和美第奇枢机讨论佛罗伦萨圣老楞佐圣殿的立面。在这次会议上，他得到《拉撒路的复活》的委托，他同意提供设计，但不亲自绘制这幅画。合同交给米开朗基罗的朋友塞巴斯蒂安·德尔·皮翁博。由于这次会议，两幅画成为两种绘画方法之间，以及意大利艺术中绘画和雕塑之间的的试金石。
这幅画的第一个模型，由朱利奥·罗马诺在拉斐尔的工作室完成，按1:10比例描绘《耶稣显圣容》。这里，基督显现在大博尔山。摩西和以利亚向他飘来；约翰和雅各跪在右边；彼得在左边。模型的顶部描绘了圣父和一群天使。第二个模型由詹弗朗切斯科·彭尼完成，因为作品的进展，设计有两个场景。这个模型由卢浮宫收藏。
到1518年10月，《拉匝禄复活》已非正式展出。此时，拉斐尔刚刚开始创作他的祭坛画。1519年12月11日， 将临期第三主日，良十世在梵蒂冈正式验收塞巴斯蒂安·德尔·皮翁博的作品时，《耶稣显圣容》仍然没有完成。
早在1518年秋天，拉斐尔就已经熟悉《拉匝禄复活》的定稿，有相当多的证据表明，他曾狂热地参与竞争，增加了第二个主题和19个人物，一个现存的模型现在在卢浮宫，是拉斐尔的助手詹弗朗切斯科·彭尼一幅遗失的绘画的工作坊副本，展示了这幅作品的戏剧性变化。

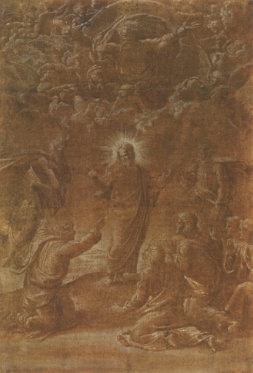
模型

拉斐尔于1520年4月6日去世。之后的几天里，《耶稣显圣容》放在博尔戈家中他灵柩台的顶部。在他去世一周后，这两幅画在梵蒂冈一起展出。
虽然有人猜测拉斐尔的学生朱利奥·罗曼诺和助手詹弗朗切斯科·彭尼，在这幅画的右下半部分画了一些背景人物。但没有证据表明除了拉斐尔之外，还有其他人完成了这幅画的基本内容。1972年至1976年对这幅画的清理表明，助手只完成了左下半部分的人物，而这幅画的其余部分是出自拉斐尔本人之手。
儒略·德·美第奇枢机并没有把画作送到法国，而是留下了这幅画。1523年，他将其安放在罗马金山聖伯多祿堂 的正祭台上，框架是乔瓦尼·巴里尔的作品（现已不存在）。儒略命令佩尼带一幅《耶稣显圣容》的复制品去那不勒斯，与原件略有不同，保存在马德里的普拉多博物馆 。1774年，斯特凡诺·波齐在梵蒂冈城的圣伯多禄大殿完成了这幅画的镶嵌画复制品。
1797年，在拿破仑·波拿巴的意大利战役期间，这幅画被法国军队抢到巴黎，安放在卢浮宫。早在1794年6月17日，拿破仑的公共教育委员会建议随军派遣专家委员会，将重要的艺术和科学作品运到巴黎。1793年向公众开放的卢浮宫是艺术品的明确目的地。1799年2月19日，拿破仑与教宗庇护六世签订了托伦蒂诺条约，正式没收了梵蒂冈的100件艺术珍品。

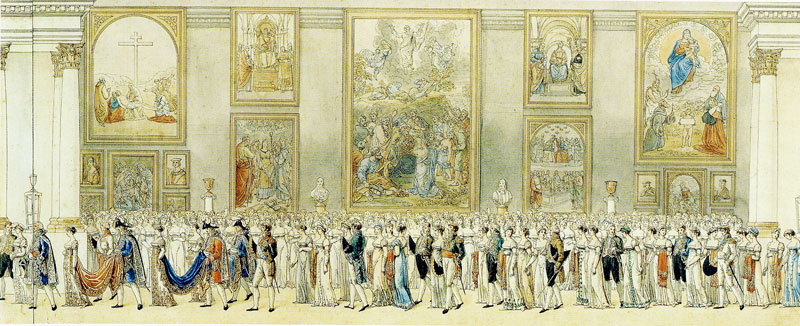
拿破仑和玛丽·路易丝 的婚礼队伍通过大画廊

拉斐尔的作品是拿破仑的代理人梦寐以求的最受追捧的珍宝之一。拿破仑遴选委员会成员让-巴蒂斯特·威卡尔，是拉斐尔绘画的收藏家。另一位成员安托万-让·格罗 受到了拉斐尔的影响。对于像雅克-路易·大卫和他的学生安·路易·吉罗代·特里奥松和让·奥古斯特·多米尼克·安格尔这样的艺术家来说，拉斐尔代表了法国艺术理想的化身。因此，拿破仑的委员会夺取每一件能得到的拉斐尔作品。对拿破仑来说，拉斐尔是意大利最伟大的艺术家，《耶稣显圣容》是他最伟大的作品。这幅画连同“观景殿的阿波罗”、“拉奥孔与儿子们”、布鲁图斯和其他许多作品，于1798年7月27日，即马克西米连·罗伯斯庇尔倒台四周年之际，凯旋进入巴黎。
1798年11月，《耶稣显圣容》在卢浮宫的“大沙龙”中公开展出。截至1801年7月4日，它成为“大画廊”大型拉斐尔展览的中心展品，那里展出了20多幅拉斐尔作品。1810年，本杰明·泽克斯的一幅著名画作记录拿破仑和玛丽·路易丝 的婚礼队伍通过大画廊的情景，背景中出现了《耶稣显圣容》。

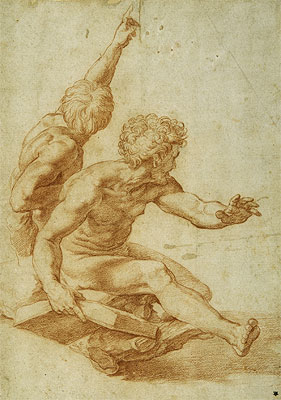

这幅画在卢浮宫的展出，给了英国画家如约瑟夫·法林顿（1802年9月1日和6日:1820–32）和约瑟夫·玛罗德·威廉·特纳（1803年9月）研究这幅画的机会。特纳将以皇家学院透视学教授的身份为这幅画做第一次讲座。法林顿还报道了其他人曾看过这幅画：瑞士画家约翰·亨利希·菲斯利，在卢浮宫仅次于提香的《圣伯多禄殉道》（1530年）和英国画家约翰·霍普纳:1847英美画家本杰明·韦斯特“说，多年来的观点证实了它仍然占据第一位”，:1852法林顿本人表达了如下感想：
如果我根据它对我的影响来决定的话，我应该毫不犹豫地说，《耶稣显圣容》耐心和扎实的绘画方式在我的脑海中留下了深刻的印象，使得其他被尊为一流的作品显得软弱，缺乏力量和活力。——Joseph Farington，The Diary of Joseph Farington Vol. V:1831
1815年，拿破仑·波拿巴倒台后，教宗庇护七世、安东尼奥·卡诺瓦和马里奥·马里尼的特使设法获得了《耶稣显圣容》（以及其他66幅画），作为巴黎条约的一部分。根据与维也纳会议的协议，这些作品将向公众展出。最初的画廊位于宗座宫的波吉亚寓所。这幅画在梵蒂冈搬过几次家，现在陈设在梵蒂冈画廊。

## 评价

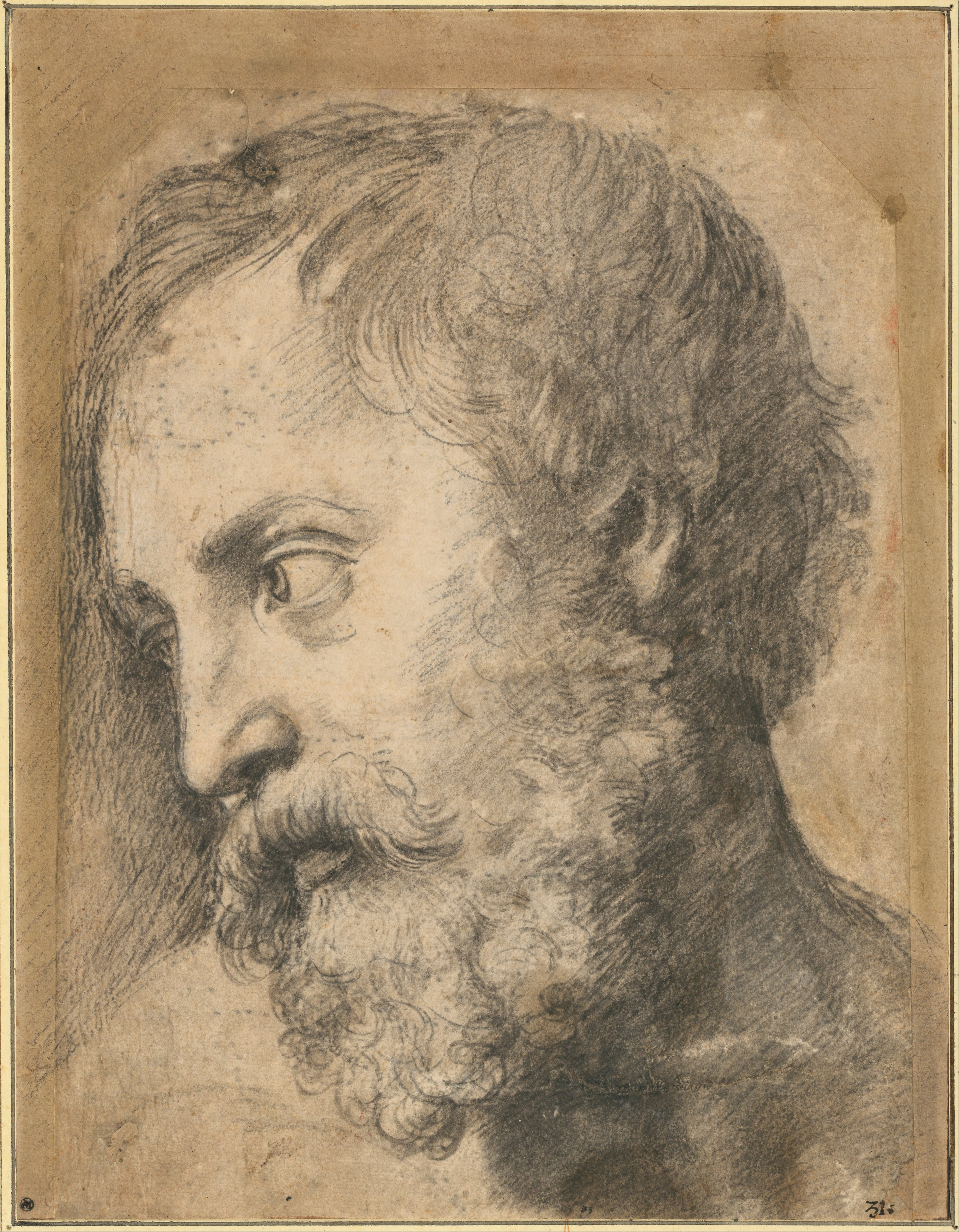

这幅画的受欢迎程度有据可查。在1525年至1935年期间，至少有229个文字来源描述、分析、赞扬或批评“耶稣显圣容”
1520年拉斐尔去世后，第一次称这幅画为《耶稣显圣容》，已经是一部杰作，这种地位一直延续到16世纪末。西班牙人文主义者巴勃罗·塞斯佩德斯在1577年前往罗马的游记中，首次将其称为世界上最著名的油画。这一权威保留了300多年。许多作家都承认并重复了这一点，比如鉴赏家弗朗索瓦·拉格内，他在1701年分析了拉斐尔的作品。在他看来，它的轮廓、光线的效果、颜色和人物的排列，使《耶稣显圣容》成为世界上最完美的画作。

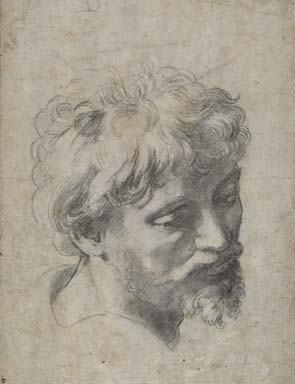

大小乔纳森·理查森放胆批评《耶稣显圣容》的压倒性地位，质问这幅画是否真的能成为世界上最著名的画作。他们批评说，构图分成彼此不一致的上下两部分。同样，下半部分会吸引太多的注意力，而不是上半部分，而观众的全部注意力应该集中在基督的形象上。
这一批评并没有削弱这幅画的声誉，反而引起了其他鉴赏家和学者的反批评。对于德语世界来说，约翰·沃尔夫冈·冯·歌德的评价占了上风。他将上半部和下半部解释为互补的两部分。这一评价在19世纪被许多作家和学者引用，因此歌德的权威帮助挽救了《耶稣显圣容》的声誉。
这幅画在巴黎停留的短短一段时间里，成为吸引游客的主要目标，在它返回罗马后仍然如此，然后放置在梵蒂冈博物馆。马克·吐温是众多参观者中的一员，他在1869年写道：“我会记得《耶稣显圣容》，部分原因是它几乎是单独放在一个房间里的；部分原因是大家都认为它是世界上第一幅油画；部分原因则是它非常美丽。”
在20世纪初，这幅画的名气迅速下降，很快“耶稣显圣容”就失去了世界上最著名画作的称号。新一代艺术家不再接受拉斐尔作为艺术权威。复制品的需求量不再巨大。尽管直到19世纪末，构图的复杂性一直是赞美这幅画的理由，但观众现在对此感到反感。这时感觉这幅画太拥挤，人物太戏剧化，整个场景太做作。相比之下，其他画作，如达·芬奇的蒙娜丽莎更容易辨识，也没有像拉斐尔作为艺术典范的压倒性地位的下降那样而受损. 因此，“耶稣显圣容”是一件艺术品的声誉变化的一个很好的例子，它可能会持续几个世纪，但也可能在很短的时间内下降。

## 复制
这幅画的名气也是基于它的复制品。虽然原作只能在一个地方欣赏—在罗马，一度曾被拿破仑抢到巴黎——但大量的复制品确保了这幅画的构图在欧洲几乎所有重要的艺术收藏中无处不在，因此可供许多收藏家、鉴赏家、艺术家和艺术史学家研究和欣赏。
1523年至1913年间，这幅画至少复制了68幅，包括梵蒂冈圣伯多禄大殿 中的镶嵌画  好的复制品在现代早期受到极大的追捧，年轻艺术家可以通过出售《耶稣显圣容》的复制品来为意大利之旅挣钱。1827年，格雷戈·厄克特制作了有史以来最好的绘画复制品之一。到19世纪末，这幅画至少制作了52幅版画和蚀刻版画，包括传记等书籍的插图，甚至基督教圣诗集的插图。位于罗马的格拉菲卡国立研究所拥有其中的12幅复制品。至少32幅蚀刻和雕刻可以追溯到这幅画的细节，有时将其作为新作品的一部分。其中，有一组由G.Folo雕刻的头、手和脚，模仿温琴佐·卡穆奇尼（1806年），还有一组由J. 戈比雕刻的头，模仿I. 古博（1818年和1830年）的绘画。《耶稣显圣容》的第一次雕刻复制品也被称为有史以来第一幅复制品。它是由一位匿名雕刻师于1538年制作的，有时被鉴定为阿戈斯蒂诺·维内齐亚诺的风格。

## 图像学

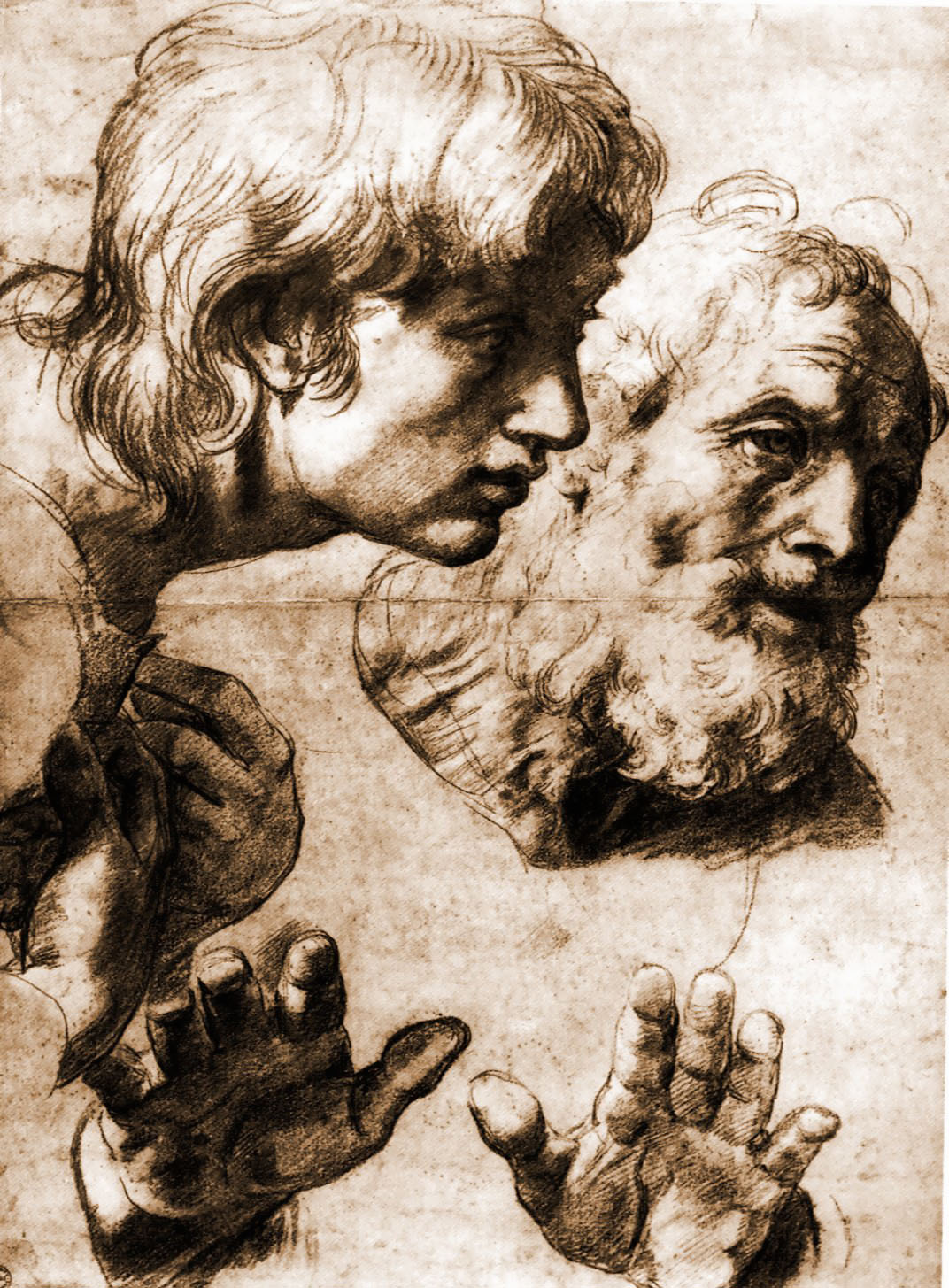

拉斐尔的画作描绘了马太福音中的两个连续但不同的圣经故事，也与马可福音相关。第一个故事是耶稣显圣容本身，摩西和以利亚出现在变容的基督面前，伯多禄、雅各伯和若望在一旁看着（马太福音17:1–9；马可福音9:2–13）。在第二个故事中，使徒们未能治愈鬼附的男孩，等待耶稣回来（马太福音17:14–21；马可福音9:14）。
这幅画的上部描绘了耶稣显圣容（根据传统，在大博尔山上），显圣容后的基督飞在云端，右侧是先知摩西，左侧是以利亚 ，他正在与他们交谈（马太福音17:3）。跪在左边的两个人物通常认为是圣犹斯督和圣巴斯督，他们的瞻礼日是在8月6日，与耶稣显圣容瞻礼同日。两位圣人是这幅画的目的地—美第奇的总教区和主教座堂的主保圣人。也有人提出，这些人物可能代表殉道者婓理琪新和亚加比，在耶稣显圣容瞻礼的弥撒经书上会纪念他们。
这幅画的上部从左到右依次是雅各伯、伯多禄和若望，传统上解读为信德、望德和爱德的象征；因此，他们外袍的颜色采用蓝黄色、绿色和红色。
在画作的下部，拉斐尔描绘了使徒无法赶出附在男孩身上的鬼，直到耶稣来到，行神迹赶出鬼，治愈了男孩的癫痫，他就站了起来。拉斐尔在他去世前的最后一部作品中，将这两个场景结合在一幅画中，以证明显圣容的耶稣拥有治愈的能力。拉斐尔这个名字在希伯来语中是“上帝治愈了”的意思。歌德说：“这两者是一件事：在痛苦之下的，需要上面的、大能来救援。两者相互影响，相互作用。”
左下角的人是圣史玛窦（有人说是圣安德肋），他与观众的眼睛同高，作为观众的代言人 在一个世纪前的1435年，莱昂·巴蒂斯塔·阿尔伯蒂在《论绘画》中已经很好地描述了这样的功能。

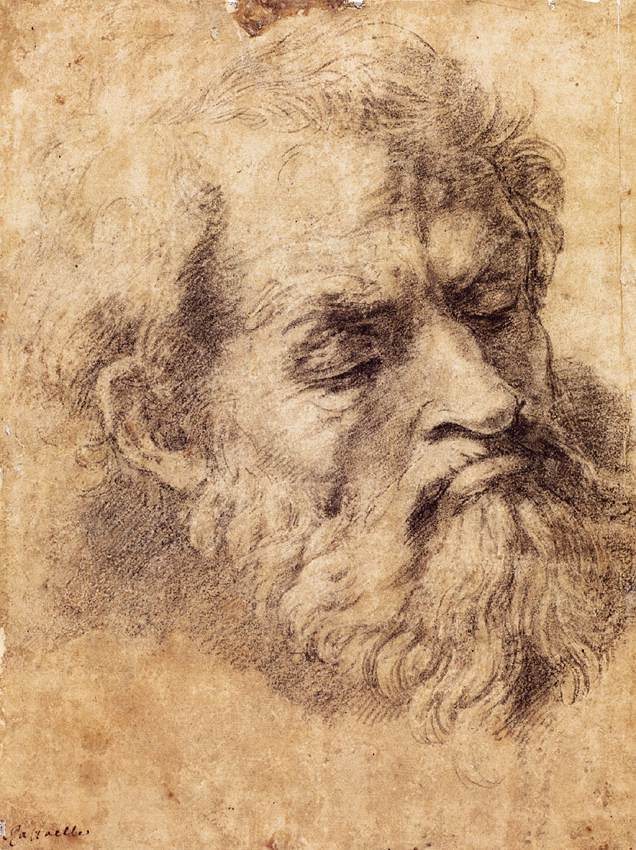

玛窦（或安德肋）向观众做出手势，目光集中在前方一个跪着的女人身上。她表面上是家族成员的一部分，但仔细检查，她与这两个成员都是不同的。她是拉斐尔《赫利奥多罗斯被逐出圣殿》（1512）中一位类似人物的镜像。拉斐尔的传记作者乔尔乔·瓦萨里，称这位女性为“画中的主要人物”。她以对立式平衡的姿势跪在下方，在右侧的家族成员和左侧的九位使徒之间形成一座连接的桥梁。拉斐尔还用冷色调渲染她，又用洒满阳光的粉色覆罩她，而除了玛窦之外的其他人都对她的存在视而不见。女人的对立式平衡姿势更具体地称为“蛇形人物”或蛇姿，其肩部和臀部都相对移动了；最早的例子之一是列奥纳多·达·芬奇的丽达 约1504, 这是拉斐尔在佛罗伦萨时复制的。
画面中心是四位不同年龄的使徒。这位金发青年似乎与《最后的晚餐》中的使徒菲利普相呼应。坐着的年长者是安德烈。西门是安德烈身后的年长者。犹大看着西蒙，指着男孩.

## 分析和解释

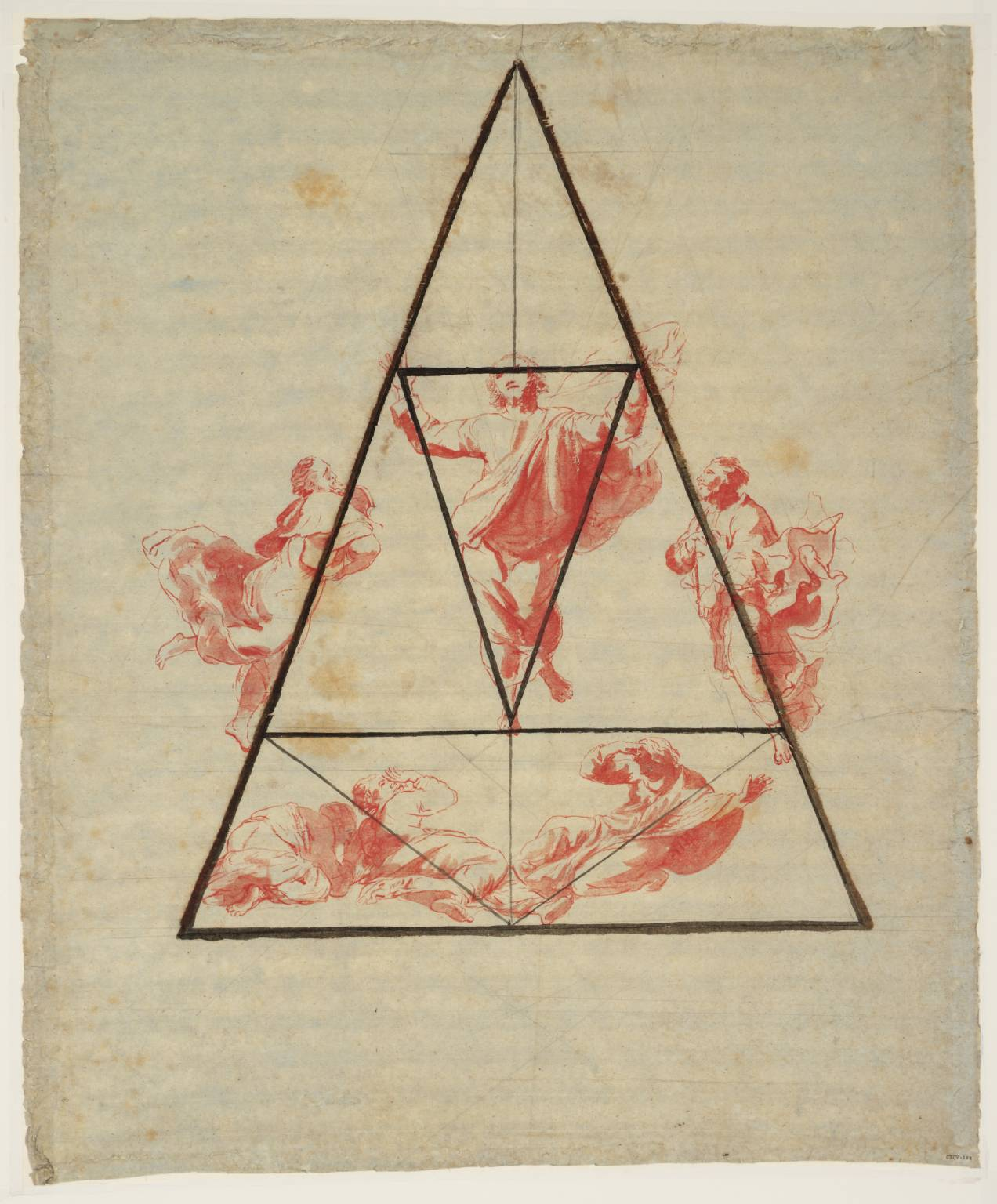

这幅画的图像学解释为是指在撒拉森人多次袭击后，纳博讷城被摧毁。在1456年基督徒获胜之际，嘉禮三世宣布8月6日为瞻礼日。
启蒙哲学家孟德斯鸠指出，前景中的男孩，抢走了耶稣的优先位置。现代评论家进一步加强了孟德斯鸠的批评，建议将这幅画改名为“痴迷青年的治愈”。
1802年，约瑟夫·玛罗德·威廉·特纳在卢浮宫看见过《耶稣显圣容》。1811年1月7日，特纳作为皇家艺术研究院的透视学教授发表了他的第一次演讲，在演讲结束时，他展示了作品的上部是如何由相交的三角形组成的，并在顶部与基督形成了一个金字塔。
在1870年的一份出版物中，德国艺术史学家卡尔·尤斯蒂观察到，这幅画描绘了《圣经》中的两个后续情节：耶稣显圣容之后，遇到一个人，请求解救被鬼附身的儿子。
拉斐尔描绘了将癫痫与水中的月亮相联系的传统。画作左下角有水中返照的月亮，反映了这种因果联系；男孩是“头脑失常”（moonstruck）。在拉斐尔的时代，癫痫常常被等同于疯子（“morbus lunaticus”）、被恶魔占据（“morbus daemonicus”），而且，矛盾的是，癫痫还被等同于神圣（“Morbus sacer”）。在16世纪，癫痫患者被烧死在火刑柱上，以及引发恐惧的情况并不罕见。 直到1854年，图尔的雅克·约瑟夫·莫罗才科学地否认了月相与癫痫之间的联系。
拉斐尔的《耶稣显圣容》可以认为既是风格主义的先驱，证据是图片底部人物的风格化、扭曲的姿势；也是巴洛克绘画的先驱，因为这些人物身上充满了戏剧性的张力，并且全面大量使用了明暗对照法。
拉斐尔很可能将《耶稣显圣容》视为自己的胜利。作为这位艺术家的反思，拉斐尔让耶稣高居于人类之上，来让罗马天主教教宗的委员会满意。拉斐尔用洞穴来象征文艺复兴风格，伸出的食指，可以很容易地联想到米开朗基罗的西斯廷小堂。此外，他巧妙地在背景中加入了风景，但使用了较深的颜色来表示他对这种风格的不屑。然而，观众的焦点是巴洛克风格的孩子和守护他的父亲。总之，拉斐尔成功地安抚了委员们，向他的前辈致敬，并开创了巴洛克绘画的主导地位。
在最简单的层面上，这幅画可以解释为描绘了一种二分法：画面上半部分的纯洁和对称象征着基督的救赎力量；与画面下半部分黑暗混乱的场景所象征的人类的缺陷形成对比。
哲学家尼采在他的《悲剧的诞生》一书中，将这幅画解读为太陽神與酒神精神相互依存的形象。
16世纪的画家和传记作家乔尔乔·瓦萨里在他的《艺苑名人传》中写道，《耶稣显圣容》是拉斐尔“最美丽、最神圣”的作品。